# Peperonota harringtoni
Peperonota harringtoni is een keversoort uit de familie bladsprietkevers (Scarabaeidae). De wetenschappelijke naam van de soort is voor het eerst geldig gepubliceerd in 1847 door Westwood.